# أنتي ديليا
أنتي ديليا (مواليد 7 أغسطس 1990) هو مُقاتل فنون قتالية مختلطة كرواتي يُنافس في فئة الوزن الثقيل في يو إف سي.

## وصلات خارجية
لا توجد روابط لمواقع التواصل الاجتماعي.

- Ante Delija على موقع يو إف سي (الإنجليزية)